# طريق كنساس السريع (ترنبايك كنساس)
كانساس ترنبايك هو طريق سريع على طول 380 كم ويقع كليا في في ولاية كنساس. يمتد عموما جنوب غرب - شمال شرق الاتجاه من حدود أوكلاهوما إلى مدينة كانساس سيتي. يمر من خلال العديد من كبرى مدن كانساس، بما في ذلك ويتشيتا، توبيكا، ولورانس. كانساس ترنبايككيدار من قبل  سلطة الكانساس ترنبايك ‏ (الوكالة)، والتي يقع مقرها الرئيسي في مدينة ويتشيتا.
ترنبايك كنساس بني من 1954 إلى 1956، قبل بناء الطرق السريعة بين الولايات. في حين لا تشكل جزءا من خطط النظام في وقت مبكر، تم ادرجه  نهاية المطاف إلى نظام الطرق السريعة بين الولايات في أواخر عام 1956 . وهو المكون اليوم من أربعة طرق: I-35, طريق كنساس السريع (ترنبايك كنساس), I-470، I-70.  ترنبايك كنساس يحتوي جزء من طرق الولايات المتحدة 24 و 40 في مدينة كانساس سيتي.
لأن بناء الطريق سبق بناء نظام الطريق السريع القومي بين الولايات، الطريق ليس لم يتم تصميمه على معايير الطق السريعة الحالية. فهويفتقر إلى التنظيم ولمحدد طريق ثابت للتقليل من من مخاطر حوادث الاصطدام وجها لوجه. لذالك قد وضعت ولاية كانساس حاجر مستمرز في الوسط الطرق وعلى طوله من الكتل الكونكريتية. عند  الافتتاح لم يوجد حد اقصى للسرعة على الطرق السريعة؛ بل طلب من السائقين مجرد الحفاظ على سرعة  «معقولة ومناسبة», على الرغم من أن بعد فترة وجيزة وضعت علامات في بعض الامتدادات مشيرا إلى سرعة قصوى تصل إلى 80 ميل في الساعة (130 كم/س). من 1970 إلى 1974 ومرة أخرى منذ عام 2011، تم تحديد الحد الأقصى للسرعة إلى 75 ميل/س (121 كم/س); هذا الحد خلال الفترة السابقة تطبق فقط خلال ساعات النهار.

<grammarly-btn>
</grammarly-btn>
حوالي 120,000 سائقين يستخدامكون الطريق اليومية. الطريق يتميز بالعديد من الخدمات، بما في ذلك محطة راديو للمسفرين وستة مناطق خدمة للاستراحة. واحدة من مناطق الخدمة البارزة نصب تذكاري لنوت روكني المدرب لكرة القدم  لجامعة نوتردام  الذي توفي بالقرب من الطريق السريع الطريق. يستمد الطريق كامل إيراداته من الرسوم ولا يتطلب أي أموال الضرائب من أجل الصيانة أو الإدارة. فكل المسافرين الراغبين بالمرور يدفعون مبلغا ماليا للعبور اما عن الدخول أو عند الخروج.

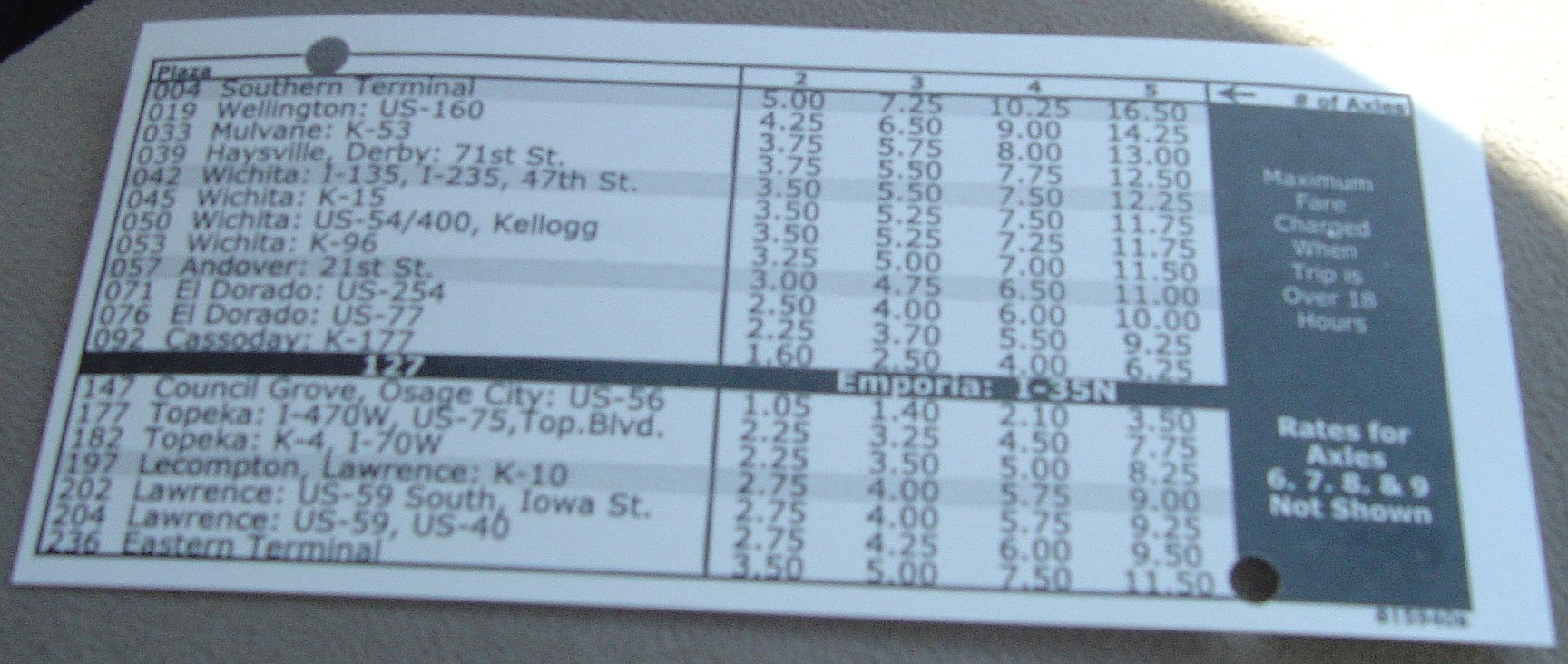
تذكرة من كانساس حاجر. هذه التذكرة صدر في تبادل 127.

خريطة كانساس حاجر.

<grammarly-btn>
</grammarly-btn><grammarly-btn>
</grammarly-btn>

<grammarly-btn>
</grammarly-btn>

## وصلات خارجية
<grammarly-btn>
</grammarly-btn>
كانساس حاجر السلطة
- كانساس السريع خرائط: الحالي نسخة محفوظة 7 مايو 2016 على موقع واي باك مشين., التاريخية نسخة محفوظة 19 ديسمبر 2010 على موقع واي باك مشين., KDOT
- كانساس حاجر السلطة التقارير السنوية (KGI المكتبة)

<grammarly-btn>
</grammarly-btn>
‌